# David Rocastle
David Carlyle Rocastle (Londra, 2 maggio 1967 – Slough, 31 marzo 2001) è stato un calciatore inglese, di ruolo centrocampista.

## Biografia
È deceduto a 33 anni per un linfoma non Hodgkin.

## Carriera
L'Arsenal, club nel quale ha militato per la maggior parte della sua carriera, ha dedicato alla sua memoria il centro sportivo della propria formazione giovanile. Inoltre, Rocastle è uno delle 32 leggende del club la cui immagine campeggia all'esterno dell'Emirates Stadium.

## Palmarès

### Giocatore

#### Competizioni nazionali
- Campionato inglese: 2

Arsenal: 1988-1989, 1990-1991
- Coppa di Lega inglese: 1

Arsenal: 1986-1987
- Charity Shield: 2

Arsenal: 1991
Leeds: 1992